# Niketche: Uma História de Poligamia
Niketche. Uma História de Poligamia é um romance publicado em 2002 de autoria da escritora moçambicana Paulina Chiziane. Ganhou o primeiro Prémio José Craveirinha de Literatura instituído pelo AEMO (Associação Escritores Moçambicanos) em 2003, juntamente com Mia Couto.
O título do livro refere-se a uma dança tradicional praticada no norte de Moçambique. Uma dança que a escritora própria define como a dança do sol e da lua, dança do vento e da chuva (...) que imobiliza o corpo e faz a alma voar (p. 160).

## Sinopse
Escrito depois de Balada de Amor Ao vento, o romance representa e situa-se numa sequência de romances sobre o tema da poligamia. As mulheres protagonistas representam a pluralidade cultural das identidades geográficas de Moçambique enquanto o único protagonista masculino representa a Nação na sua totalidade. Rami é o nome da primeira mulher de Tony. Depois das continuadas ausências do marido, Rami decide investigar a realidade do seu casamento. Começa assim um percurso de desvenda das máscaras que leva ao encontro com as plúrimas realidades regionais de signo feminino em Moçambique.

## Perspectiva Feminista
O romance tem uma clara mensagem para todas as mulheres serem "mais amigas , mais solidárias" para se unirem numa só força e lutar uma batalha comum de independência e de amor justo e leal. No entanto a autora que fala através da voz de Rami, declara abertamente ser contra a poligamia. As mulheres unidas nunca podem ser vencidas. A união que as mulheres representam no livro é a união nacional. Cada mulher tem a sua origem numa diferente área geográfica do pais. As diferenças entre norte e sul estão expressadas ao longo das páginas com um certo tom de rivalidade sobretudo em relação ao homem nação. A solução apresentada no final do livro é uma alternativa feminista ao sistema nacional de tipo patriarcal.

## Personagens
- Rami (Rosa Maria) - personagem principal, primeira esposa de Tony e a única legalmente casada com ele. É de etnia ronga;
- Tony (António Tomás) - oficial da Polícia (comandante), possui relações com 6 mulheres e 16 filhos de todas elas;
- Julieta - segunda "esposa" de Tony;
- Luísa - terceira "esposa" de Tony. É de etnia sena, possui uma loja de roupa;
- Saly - quarta "esposa" de Tony. É de etnia maconde;
- Mauá Salé - quinta "esposa". É de etnia macua, tem uma loja de produtos de higiene e perfumes;
- Eva - outra amante de Tony;
- Gaby - outra amante de Tony;
- Levy - irmão de Tony, fez o kutchinga (cerimónia sexual) de Rami após a "morte" de Tony.